# 七洲洋

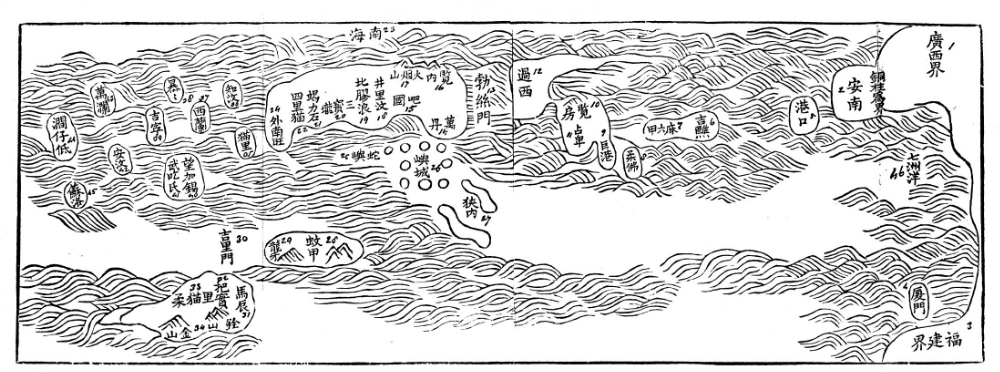
《海岛逸志》地图中的七洲洋

七洲洋指七洲列岛，位于中国海南省文昌市正东方海域，唐朝時代称为九州。自宋朝以来，七洲洋便是由泉州泛海到外国必经之地。
七洲洋以凶险著称，史籍中第一次出现七洲洋名称是在南宋钱塘人吴自牧所著的笔记《梦粱录》：
若欲船泛外国买卖，则是泉州便可出洋。迤逦过七洲洋，舟中测水，约有七十余丈。……海洋近山礁，则水浅，撞礁必坏船。全凭南针，或有少差，即葬鱼腹。自古舟人云：‘去怕七洲，回怕昆仑’。
中国历史学家韩振华（1921—1993）有详细考证：自泉州放洋，七州洋是泛海往外国做买卖的必经之地。七州洋水案七十余丈，约200米余，是一条深海航线的海道。
1283年，元朝忽必烈派大将史弼南征爪哇，曾过七洲洋。元成宗元贞元年（1295年），浙江温州人周达观奉命随使团前往真腊，取海路从温州开洋，经七洲洋，占城、真蒲、横渡淡洋至吴哥国登岸。
《郑和航海图》第40图有“七洲”，就是七洲洋。
在十六世纪晚期成书的《顺风相送》中，“七洲洋”名称频繁出现，书中多次提到呈东北-西南走向的“乌猪山—七洲洋—独猪山”航线，“乌猪山”即今广东珠江口西侧、台山市南部海域的“乌猪洲”，属川山群岛，而“独猪山”即今海南省万宁市东南海域中的“大洲岛”，故中间的“七洲洋”必定为“七洲列岛”。七州山：山有七个，东上三个一个大，西下四个平大。七州洋一百二十托水。
成书于明末清初的《指南正法·大明唐山并东西二洋山屿水势》记载：“单未七更取七洲洋，有屿仔，东有三个西有四个。”（第117页）这是文昌七洲列岛的典型特征。
“舟过此极险，稍贪东便是万里石塘”。船过七洲洋，“往回三牲酒粥祭孤”
七洲洋的名字被通用到18世纪末，清代王大海在1791年所著《海岛逸志》，仍有七洲洋。